# Artesia (Nowy Meksyk)
Artesia – miasto w Stanach Zjednoczonych, w stanie Nowy Meksyk, w hrabstwie Eddy.